# João Pinheiro
João Pinheiro là một đô thị thuộc bang Minas Gerais, Brasil. Đô thị này có diện tích 10716,96 km², dân số năm 2007 là 53229 người, mật độ 4 người/km².